# Корба
Корба је град у Индији у држави Чатисгар. Према незваничним резултатима пописа 2011. у граду је живело 363.210 становника.

## Становништво
Према незваничним резултатима пописа, у граду је 2011. живело 363.210 становника.
| 1991.   | 2001.   | 2011.   |
| ------- | ------- | ------- |
| 124.501 | 315.690 | 363.210 |